# Bendegúz Pétervári-Molnár
Bendegúz Pétervári-Molnár (ur. 14 marca 1993 roku w Budapeszcie) – węgierski wioślarz, uczestnik igrzysk olimpijskich w Rio de Janeiro (2016). 

## Życiorys
Zaczął wiosłować w 2006 roku. W 2011 roku wygrał mistrzostwa Europy juniorów w czwórkach (prócz niego w zespole byli również József Matheisz, Csongor Mészáros oraz Gergely Papp). Ta sama drużyna zajęła szóste miejsce w mistrzostwach świata juniorów w tym samym roku. W 2012 zajęli 13. miejsce w Mistrzostwach Europy. W 2014 roku został mistrzem Europy w ergometrze U23. Jego drużyna zdobyła 21. miejsce w Mistrzostwach Świata. 

### Igrzyska olimpijskie
W maju 2016 r. zdobył kwalifikację olimpijską. Wziął udział w wyścigu jedynek, który skończył na 14. miejscu, uzyskując w ostatnim biegu czas 6:57,75.